# Scherma ai Giochi della XV Olimpiade - Sciabola a squadre maschile
La competizione della sciabola a squadre maschile  di scherma ai Giochi della XV Olimpiade si tenne i giorni 29 e 30 luglio 1952 ai campi da tennis di Espoo presso Helsinki.

## Risultati

### 1º Turno
Si è disputato il 29 luglio. Sei gruppi, le prime due squadre classificate accedevano al secondo turno.

#### Gruppo 1
Classifica
| Pos. | Nazione | Vittorie | VI | SI | Incontri           | Incontri           | Incontri           | Incontri |
| Pos. | Nazione | Vittorie | VI | SI | Polonia (bandiera) | Francia (bandiera) | Romania (bandiera) |          |
| ---- | ------- | -------- | -- | -- | ------------------ | ------------------ | ------------------ | -------- |
| 1    | Polonia | 1        | 14 | 9  | X                  | 6-1                | 8-8                |          |
| 2    | Francia | 1        | 12 | 11 | 1-6                | X                  | 11-5               |          |
| 3    | Romania | 0        | 13 | 19 | 8-8                | 5-11               | X                  |          |

Incontri
| Atleti (Vittorie individuali)                                                         | Nazione            | VT     | VT     | Nazione            | Atleti (Vittorie individuali)                                                   |
| ------------------------------------------------------------------------------------- | ------------------ | ------ | ------ | ------------------ | ------------------------------------------------------------------------------- |
| Jean-François Tournon (2), Jean Levavasseur (2) Maurice Piot (3), Jacques Lefèvre (4) | Francia (bandiera) | 11     | 5      | Romania (bandiera) | Andrei Vîlcea (2), Ion Santo (0) Ilie Tudor (2), Mihai Kokossy (1)              |
| Jerzy Pawłowski (2), Wojciech Zabłocki (4) Zygmunt Pawlas (1), Jerzy Twardokens (1)   | Polonia (bandiera) | 8 (63) | 8 (63) | Romania (bandiera) | Andrei Vîlcea (3), Ion Santo (3) Ilie Tudor (1), Mihai Kokossy (1)              |
| Jerzy Twardokens (1), Leszek Suski (1) Jerzy Pawłowski (2), Wojciech Zabłocki (2)     | Polonia (bandiera) | 6      | 1      | Francia (bandiera) | Jacques Lefèvre (0), Bernard Morel (0) Jean Levavasseur (1), Jean Laroyenne (0) |

#### Gruppo 2
Classifica
| Pos. | Nazione   | Vittorie | VI | SI | Incontri           | Incontri          | Incontri             | Incontri |
| Pos. | Nazione   | Vittorie | VI | SI | Austria (bandiera) | Italia (bandiera) | Venezuela (bandiera) |          |
| ---- | --------- | -------- | -- | -- | ------------------ | ----------------- | -------------------- | -------- |
| 1    | Austria   | 1        | 13 | 3  | X                  | ND                | 13-3                 |          |
| 1    | Italia    | 1        | 9  | 1  | ND                 | X                 | 9-1                  |          |
| 3    | Venezuela | 0        | 4  | 22 | 3-13               | 1-9               | X                    |          |

Incontri
| Atleti (Vittorie individuali)                                               | Nazione            | VT | VT | Nazione              | Atleti (Vittorie individuali)                                                    |
| --------------------------------------------------------------------------- | ------------------ | -- | -- | -------------------- | -------------------------------------------------------------------------------- |
| Heinz Lechner (2), Heinz Putzl (3) Werner Plattner (4), Hubert Loisel (4)   | Austria (bandiera) | 13 | 3  | Venezuela (bandiera) | Augusto Gutiérrez (0), Olaf Sandner (0) Augusto Gutiérrez (1), Edmundo López (2) |
| Giorgio Pellini (2), Vincenzo Pinton (3) Renzo Nostini (2), Mauro Racca (2) | Italia (bandiera)  | 9  | 1  | Venezuela (bandiera) | Augusto Gutiérrez (0), Olaf Sandner (1) Augusto Gutiérrez (0), Edmundo López (0) |

#### Gruppo 3
Classifica
| Pos. | Nazione   | Vittorie | VI | SI | Incontri             | Incontri          | Incontri             | Incontri |
| Pos. | Nazione   | Vittorie | VI | SI | Danimarca (bandiera) | Egitto (bandiera) | Australia (bandiera) |          |
| ---- | --------- | -------- | -- | -- | -------------------- | ----------------- | -------------------- | -------- |
| 1    | Danimarca | 1        | 12 | 4  | X                    | ND                | 12-4                 |          |
| 1    | Egitto    | 1        | 9  | 1  | ND                   | X                 | 9-1                  |          |
| 3    | Australia | 0        | 5  | 21 | 4-12                 | 1-9               | X                    |          |

Incontri
| Atleti (Vittorie individuali)                                                           | Nazione              | VT | VT | Nazione              | Atleti (Vittorie individuali)                                         |
| --------------------------------------------------------------------------------------- | -------------------- | -- | -- | -------------------- | --------------------------------------------------------------------- |
| Paul Theisen (3), Raimondo Carnera (2) Ivan Ruben (3), Palle Frey (4)                   | Danimarca (bandiera) | 12 | 4  | Australia (bandiera) | Charles Stanmore (0), Jock Gibson (1) John Fethers (2), Ivan Lund (1) |
| Mohamed Zulficar (2), Fathallah Abdel Rahman (2) Salah Dessouki (2), Mahmoud Younes (3) | Egitto (bandiera)    | 9  | 1  | Australia (bandiera) | Charles Stanmore (0), Jock Gibson (1) John Fethers (0), Ivan Lund (0) |

#### Gruppo 4
Classifica
| Pos. | Nazione          | Vittorie | VI | SI | Incontri          | Incontri            | Incontri                    | Incontri |
| Pos. | Nazione          | Vittorie | VI | SI | Belgio (bandiera) | Germania (bandiera) | Unione Sovietica (bandiera) |          |
| ---- | ---------------- | -------- | -- | -- | ----------------- | ------------------- | --------------------------- | -------- |
| 1    | Belgio           | 1        | 9  | 2  | X                 | ND                  | 9-2                         |          |
| 1    | Germania         | 1        | 9  | 7  | ND                | X                   | 9-7                         |          |
| 3    | Unione Sovietica | 0        | 9  | 18 | 2-9               | 7-9                 | X                           |          |

Incontri
| Atleti (Vittorie individuali)                                                           | Nazione             | VT | VT | Nazione                     | Atleti (Vittorie individuali)                                                 |
| --------------------------------------------------------------------------------------- | ------------------- | -- | -- | --------------------------- | ----------------------------------------------------------------------------- |
| Siegfried Rossner (1), Willy Fascher (2) Hans Esser (4), Richard Liebscher (2)          | Germania (bandiera) | 9  | 7  | Unione Sovietica (bandiera) | Ivan Manayenko (3), Mark Midler (2) Vladimir Vyshpolsky (0), Lev Kuznecov (2) |
| Marcel Van Der Auwera (2), Gustave Balister (3) François Heywaert (2), Robert Bayot (2) | Belgio (bandiera)   | 9  | 2  | Unione Sovietica (bandiera) | Ivan Manayenko (0), Mark Midler (0) Boris Belyakov (2), Lev Kuznecov (0)      |

#### Gruppo 5
Classifica
| Pos. | Nazione    | Vittorie | VI | SI | Incontri            | Incontri             | Incontri              | Incontri        |
| Pos. | Nazione    | Vittorie | VI | SI | Ungheria (bandiera) | Argentina (bandiera) | Portogallo (bandiera) | Saar (bandiera) |
| ---- | ---------- | -------- | -- | -- | ------------------- | -------------------- | --------------------- | --------------- |
| 1    | Ungheria   | 2        | 30 | 2  | X                   | ND                   | 15-1                  | 15-1            |
| 1    | Argentina  | 2        | 21 | 9  | ND                  | X                    | 9-5                   | 12-4            |
| 3    | Portogallo | 0        | 6  | 24 | 1-15                | 5-9                  | X                     | ND              |
| 3    | Saar       | 0        | 5  | 27 | 1-15                | 4-12                 | ND                    | X               |

Incontri
| Atleti (Vittorie individuali)                                                   | Nazione              | VT | VT | Nazione               | Atleti (Vittorie individuali)                                              |
| ------------------------------------------------------------------------------- | -------------------- | -- | -- | --------------------- | -------------------------------------------------------------------------- |
| Bertalan Papp (4), László Rajcsányi (3) Rudolf Kárpáti (4), Tibor Berczelly (4) | Ungheria (bandiera)  | 15 | 1  | Portogallo (bandiera) | Álvaro Silva (0), José Ferreira (0) Augusto Barreto (0), Jorge Franco (1)  |
| Félix Galimi (4), José D'Andrea (3) Edgardo Pomini (2), Daniel Sande (3)        | Argentina (bandiera) | 12 | 4  | Saar (bandiera)       | Karl Bach (2), Willi Rößler (0) Ernst Rau (0), Günther Knödler (2)         |
| Bertalan Papp (4), László Rajcsányi (4) Aladár Gerevich (3), Pál Kovács (4)     | Ungheria (bandiera)  | 15 | 1  | Saar (bandiera)       | Willi Rößler (0), Günther Knödler (0) Walter Brödel (1), Karl Bach (0)     |
| Daniel Sande (2), Félix Galimi (3) José D'Andrea (2), Edgardo Pomini (2)        | Argentina (bandiera) | 9  | 5  | Portogallo (bandiera) | Álvaro Silva (1), João Pessanha (2) José Ferreira (2), Augusto Barreto (0) |

#### Gruppo 6
Classifica
| Pos. | Nazione       | Vittorie | VI | SI | Incontri               | Incontri                 | Incontri            | Incontri |
| Pos. | Nazione       | Vittorie | VI | SI | Stati Uniti (bandiera) | Gran Bretagna (bandiera) | Svizzera (bandiera) |          |
| ---- | ------------- | -------- | -- | -- | ---------------------- | ------------------------ | ------------------- | -------- |
| 1    | Stati Uniti   | 1        | 9  | 2  | X                      | ND                       | 9-2                 |          |
| 1    | Gran Bretagna | 1        | 11 | 5  | ND                     | X                        | 11-5                |          |
| 3    | Svizzera      | 0        | 7  | 20 | 2-9                    | 5-11                     | X                   |          |

Incontri
| Atleti (Vittorie individuali)                                                   | Nazione                  | VT | VT | Nazione             | Atleti (Vittorie individuali)                                                   |
| ------------------------------------------------------------------------------- | ------------------------ | -- | -- | ------------------- | ------------------------------------------------------------------------------- |
| Roger Tredgold (2), Olgierd Porebski (3) Bob Anderson (2), William Beatley (4)  | Gran Bretagna (bandiera) | 11 | 5  | Svizzera (bandiera) | Umberto Menegalli (0), Oswald Zappelli (2) Otto Greter (2), Jules Amez-Droz (1) |
| George Worth (2), Alex Treves (3) Joe de Capriles (3), Norman Cohn-Armitage (1) | Stati Uniti (bandiera)   | 9  | 2  | Svizzera (bandiera) | Umberto Menegalli (1), Oswald Zappelli (1) Otto Greter (0), Jules Amez-Droz (0) |

### 2º Turno
Si è disputato il 29 luglio. Quattro gruppi, le prime due squadre classificate accedevano alle semifinali.

#### Gruppo 1
Classifica
| Pos. | Nazione       | Vittorie | VI | SI | Incontri          | Incontri                 | Incontri             | Incontri |
| Pos. | Nazione       | Vittorie | VI | SI | Italia (bandiera) | Gran Bretagna (bandiera) | Argentina (bandiera) |          |
| ---- | ------------- | -------- | -- | -- | ----------------- | ------------------------ | -------------------- | -------- |
| 1    | Italia        | 1        | 9  | 1  | X                 | ND                       | 9-1                  |          |
| 1    | Gran Bretagna | 1        | 9  | 7  | ND                | X                        | 9-7                  |          |
| 3    | Argentina     | 0        | 8  | 18 | 1-9               | 7-9                      | X                    |          |

Incontri
| Atleti (Vittorie individuali)                                                  | Nazione                  | VT | VT | Nazione              | Atleti (Vittorie individuali)                                            |
| ------------------------------------------------------------------------------ | ------------------------ | -- | -- | -------------------- | ------------------------------------------------------------------------ |
| Roger Tredgold (2), Olgierd Porebski (2) Bob Anderson (2), William Beatley (3) | Gran Bretagna (bandiera) | 9  | 7  | Argentina (bandiera) | Félix Galimi (1), José D'Andrea (3) Edgardo Pomini (0), Daniel Sande (3) |
| Giorgio Pellini (2), Mauro Racca (3) Gastone Darè (2), Renzo Nostini (2)       | Italia (bandiera)        | 9  | 1  | Argentina (bandiera) | Félix Galimi (1), José D'Andrea (0) Edgardo Pomini (0), Daniel Sande (0) |

#### Gruppo 2
Classifica
| Pos. | Nazione   | Vittorie | VI | SI | Incontri           | Incontri            | Incontri             | Incontri |
| Pos. | Nazione   | Vittorie | VI | SI | Austria (bandiera) | Ungheria (bandiera) | Danimarca (bandiera) |          |
| ---- | --------- | -------- | -- | -- | ------------------ | ------------------- | -------------------- | -------- |
| 1    | Austria   | 1        | 13 | 3  | X                  | ND                  | 13-3                 |          |
| 1    | Ungheria  | 1        | 9  | 0  | ND                 | X                   | 9-0                  |          |
| 3    | Danimarca | 0        | 3  | 22 | 3-13               | 0-9                 | X                    |          |

Incontri
| Atleti (Vittorie individuali)                                                   | Nazione             | VT | VT | Nazione              | Atleti (Vittorie individuali)                                         |
| ------------------------------------------------------------------------------- | ------------------- | -- | -- | -------------------- | --------------------------------------------------------------------- |
| Werner Plattner (4), Heinz Putzl (4) Hubert Loisel (1), Heinz Lechner (4)       | Austria (bandiera)  | 13 | 3  | Danimarca (bandiera) | Paul Theisen (1), Palle Frey (1) Raimondo Carnera (0), Ivan Ruben (1) |
| Bertalan Papp (3), László Rajcsányi (2) Rudolf Kárpáti (2), Tibor Berczelly (2) | Ungheria (bandiera) | 9  | 0  | Danimarca (bandiera) | Paul Theisen (0), Palle Frey (0) Raimondo Carnera (0), Ivan Ruben (0) |

#### Gruppo 3
Classifica
| Pos. | Nazione     | Vittorie | VI | SI | Incontri               | Incontri           | Incontri            | Incontri |
| Pos. | Nazione     | Vittorie | VI | SI | Stati Uniti (bandiera) | Francia (bandiera) | Germania (bandiera) |          |
| ---- | ----------- | -------- | -- | -- | ---------------------- | ------------------ | ------------------- | -------- |
| 1    | Stati Uniti | 1        | 11 | 5  | X                      | ND                 | 11-5                |          |
| 1    | Francia     | 1        | 9  | 3  | ND                     | X                  | 9-3                 |          |
| 3    | Germania    | 0        | 8  | 20 | 5-11                   | 2-9                | X                   |          |

Incontri
| Atleti (Vittorie individuali)                                                         | Nazione                | VT | VT | Nazione             | Atleti (Vittorie individuali)                                                  |
| ------------------------------------------------------------------------------------- | ---------------------- | -- | -- | ------------------- | ------------------------------------------------------------------------------ |
| George Worth (3), Alex Treves (3) Allan Kwartler (2), Tibor Nyilas (3)                | Stati Uniti (bandiera) | 11 | 5  | Germania (bandiera) | Willy Fascher (2), Siegfried Rossner (1) Richard Liebscher (0), Hans Esser (2) |
| Jean-François Tournon (2), Jean Levavasseur (3) Maurice Piot (1), Jacques Lefèvre (3) | Francia (bandiera)     | 9  | 3  | Germania (bandiera) | Willy Fascher (0), Siegfried Rossner (0) Richard Liebscher (2), Hans Esser (1) |

#### Gruppo 4
Classifica
| Pos. | Nazione | Vittorie | VI | SI | Incontri           | Incontri          | Incontri          | Incontri |
| Pos. | Nazione | Vittorie | VI | SI | Polonia (bandiera) | Belgio (bandiera) | Egitto (bandiera) |          |
| ---- | ------- | -------- | -- | -- | ------------------ | ----------------- | ----------------- | -------- |
| 1    | Polonia | 1        | 10 | 6  | X                  | ND                | 10-6              |          |
| 1    | Belgio  | 1        | 9  | 5  | ND                 | X                 | 9-5               |          |
| 3    | Egitto  | 0        | 11 | 19 | 6-10               | 5-9               | X                 |          |

Incontri
| Atleti (Vittorie individuali)                                                                | Nazione            | VT | VT | Nazione           | Atleti (Vittorie individuali)                                                             |
| -------------------------------------------------------------------------------------------- | ------------------ | -- | -- | ----------------- | ----------------------------------------------------------------------------------------- |
| Jerzy Twardokens (1), Leszek Suski (3) Jerzy Pawłowski (2), Wojciech Zabłocki (4)            | Polonia (bandiera) | 10 | 6  | Egitto (bandiera) | Salah Dessouki (1), Farid Abou-Shadi (1) Mahmoud Younes (1), Fathallah Abdel Rahman (3)   |
| Georges de Bourguignon (1), Gustave Balister (3) Marcel Van Der Auwera (3), Robert Bayot (2) | Belgio (bandiera)  | 9  | 5  | Egitto (bandiera) | Salah Dessouki (1), Farid Abou-Shadi (1) Fathallah Abdel Rahman (1), Mohamed Zulficar (2) |

### Semifinali
Si sono disputate il 30 luglio. Due gruppi, le prime due squadre classificate accedevano al girone finale.

#### Gruppo 1
Classifica
| Pos. | Nazione  | Vittorie | VI | SI | Incontri            | Incontri           | Incontri           | Incontri          |
| Pos. | Nazione  | Vittorie | VI | SI | Ungheria (bandiera) | Francia (bandiera) | Austria (bandiera) | Belgio (bandiera) |
| ---- | -------- | -------- | -- | -- | ------------------- | ------------------ | ------------------ | ----------------- |
| 1    | Ungheria | 3        | 38 | 10 | X                   | 13-3               | 12-4               | 13-3              |
| 2    | Francia  | 2        | 20 | 25 | 3-13                | X                  | 10-6               | 7-6               |
| 3    | Austria  | 1        | 19 | 29 | 4-12                | 6-10               | X                  | 9-7               |
| 4    | Belgio   | 0        | 16 | 29 | 3-13                | 6-7                | 7-9                | X                 |

Incontri
| Atleti (Vittorie individuali)                                                          | Nazione             | VT | VT | Nazione            | Atleti (Vittorie individuali)                                                                     |
| -------------------------------------------------------------------------------------- | ------------------- | -- | -- | ------------------ | ------------------------------------------------------------------------------------------------- |
| Bertalan Papp (4), László Rajcsányi (2) Aladár Gerevich (3), Rudolf Kárpáti (4)        | Ungheria (bandiera) | 13 | 3  | Francia (bandiera) | Bernard Morel (1), Maurice Piot (0) Jean Laroyenne (1), Jean-François Tournon (1)                 |
| Werner Plattner (2), Heinz Putzl (1) Hubert Loisel (4), Heinz Lechner (2)              | Austria (bandiera)  | 9  | 7  | Belgio (bandiera)  | Marcel Van Der Auwera (3), Gustave Balister (0) Robert Bayot (2), Édouard Yves (2)                |
| Bertalan Papp (3), László Rajcsányi (3) Pál Kovács (4), Tibor Berczelly (3)            | Ungheria (bandiera) | 13 | 3  | Belgio (bandiera)  | Georges de Bourguignon (0), Gustave Balister (0) Marcel Van Der Auwera (2), François Heywaert (1) |
| Jean-François Tournon (2), Jean Levavasseur (3) Bernard Morel (2), Jacques Lefèvre (3) | Francia (bandiera)  | 10 | 6  | Austria (bandiera) | Werner Plattner (1), Heinz Putzl (0) Heinz Lechner (4), Hubert Loisel (1)                         |
| Bertalan Papp (3), László Rajcsányi (3) Aladár Gerevich (3), Rudolf Kárpáti (3)        | Ungheria (bandiera) | 12 | 4  | Austria (bandiera) | Werner Plattner (1), Paul Kerb (0) Heinz Lechner (2), Heinz Putzl (1)                             |
| Maurice Piot (2), Jean-François Tournon (0) Jacques Lefèvre (3), Jean Levavasseur (2)  | Francia (bandiera)  | 7  | 6  | Belgio (bandiera)  | Édouard Yves (2), François Heywaert (2) Marcel Van Der Auwera (1), Robert Bayot (1)               |

#### Gruppo 2
Classifica
| Pos. | Nazione       | Vittorie | VI | SI | Incontri          | Incontri               | Incontri                 | Incontri           |
| Pos. | Nazione       | Vittorie | VI | SI | Italia (bandiera) | Stati Uniti (bandiera) | Gran Bretagna (bandiera) | Polonia (bandiera) |
| ---- | ------------- | -------- | -- | -- | ----------------- | ---------------------- | ------------------------ | ------------------ |
| 1    | Italia        | 2        | 22 | 9  | X                 | 0-0                    | 11-5                     | 11-4               |
| 1    | Stati Uniti   | 2        | 19 | 11 | 0-0               | X                      | 9-5                      | 10-6               |
| 3    | Gran Bretagna | 0        | 10 | 20 | 5-11              | 5-9                    | X                        | 0-0                |
| 3    | Polonia       | 0        | 10 | 21 | 4-11              | 6-10                   | 0-0                      | X                  |

Incontri
| Atleti (Vittorie individuali)                                                 | Nazione                | VT | VT | Nazione                  | Atleti (Vittorie individuali)                                                     |
| ----------------------------------------------------------------------------- | ---------------------- | -- | -- | ------------------------ | --------------------------------------------------------------------------------- |
| Mauro Racca (2), Giorgio Pellini (3) Vincenzo Pinton (2), Roberto Ferrari (4) | Italia (bandiera)      | 11 | 5  | Gran Bretagna (bandiera) | Luke Wendon (1), Bob Anderson (1) Roger Tredgold (1), William Beatley (2)         |
| George Worth (4), Alex Treves (2) Allan Kwartler (2), Tibor Nyilas (2)        | Stati Uniti (bandiera) | 10 | 6  | Polonia (bandiera)       | Jerzy Twardokens (0), Leszek Suski (0) Wojciech Zabłocki (3), Jerzy Pawłowski (3) |
| George Worth (3), Norman Cohn-Armitage (2) Tibor Nyilas (2), Alex Treves (2)  | Stati Uniti (bandiera) | 9  | 5  | Gran Bretagna (bandiera) | Roger Tredgold (0), Olgierd Porebski (3) Luke Wendon (1), William Beatley (1)     |
| Vincenzo Pinton (4), Renzo Nostini (2) Gastone Darè (2), Roberto Ferrari (3)  | Italia (bandiera)      | 11 | 4  | Polonia (bandiera)       | Leszek Suski (1), Zygmunt Pawlas (1) Jerzy Pawłowski (1), Wojciech Zabłocki (1)   |

### Girone finale
Si è disputato il 30 luglio.
Classifica
| Pos.    | Nazione     | Vittorie | VI | SI | Incontri            | Incontri          | Incontri           | Incontri               |
| Pos.    | Nazione     | Vittorie | VI | SI | Ungheria (bandiera) | Italia (bandiera) | Francia (bandiera) | Stati Uniti (bandiera) |
| ------- | ----------- | -------- | -- | -- | ------------------- | ----------------- | ------------------ | ---------------------- |
| Oro     | Ungheria    | 3        | 34 | 13 | X                   | 8-7               | 13-3               | 13-3                   |
| Argento | Italia      | 2        | 32 | 15 | 7-8                 | X                 | 13-3               | 12-4                   |
| Bronzo  | Francia     | 1        | 14 | 32 | 3-13                | 3-13              | X                  | 8-6                    |
| 4       | Stati Uniti | 0        | 13 | 33 | 3-13                | 4-12              | 6-8                | X                      |

Incontri
| Atleti (Vittorie individuali)                                                  | Nazione             | VT | VT | Nazione                | Atleti (Vittorie individuali)                                                      |
| ------------------------------------------------------------------------------ | ------------------- | -- | -- | ---------------------- | ---------------------------------------------------------------------------------- |
| Bertalan Papp (4), László Rajcsányi (2) Aladár Gerevich (4), Pál Kovács (3)    | Ungheria (bandiera) | 13 | 3  | Francia (bandiera)     | Maurice Piot (1), Jean-François Tournon (1) Jean Laroyenne (1), Bernard Morel (0)  |
| Vincenzo Pinton (4), Renzo Nostini (1) Roberto Ferrari (3), Mauro Racca (4)    | Italia (bandiera)   | 12 | 4  | Stati Uniti (bandiera) | George Worth (2), Norman Cohn-Armitage (0) Allan Kwartler (1), Joe de Capriles (1) |
| Bertalan Papp (4), Tibor Berczelly (4) Rudolf Kárpáti (3), Pál Kovács (2)      | Ungheria (bandiera) | 13 | 3  | Stati Uniti (bandiera) | George Worth (0), Allan Kwartler (1) Alex Treves (0), Joe de Capriles (2)          |
| Vincenzo Pinton (4), Mauro Racca (4) Roberto Ferrari (3), Gastone Darè (2)     | Italia (bandiera)   | 13 | 3  | Francia (bandiera)     | Maurice Piot (1), Jean-François Tournon (1) Jean Laroyenne (1), Bernard Morel (0)  |
| Jacques Lefèvre (3), Jean Laroyenne (1) Maurice Piot (0), Jean Levavasseur (4) | Francia (bandiera)  | 8  | 6  | Stati Uniti (bandiera) | George Worth (2), Alex Treves (1) Allan Kwartler (2), Joe de Capriles (1)          |
| Tibor Berczelly (2), Rudolf Kárpáti (3) Aladár Gerevich (1), Pál Kovács (2)    | Ungheria (bandiera) | 8  | 7  | Italia (bandiera)      | Roberto Ferrari (2), Vincenzo Pinton (1) Gastone Darè (3), Renzo Nostini (1)       |